# Sports Illustrated
Sports Illustrated — американский еженедельный спортивный журнал, издаваемый медиахолдингом Time Warner. Журнал освещает прежде всего американские спортивные соревнования: НФЛ, МЛБ, НБА, НХЛ, студенческие баскетбольные и футбольные турниры, гонки NASCAR, гольф, бокс, теннис; в значительно меньшей степени освещается не пользующийся большой популярностью в США футбол.

## История
Журнал выпускается с августа 1954 года. У журнала 3,3 миллиона подписчиков, общее количество читателей превышает 23 миллиона. С 1954 года редакция Sports Illustrated вручает приз лучшему спортсмену года, в редких случаях это звание также присуждается спортивным командам. Выпускаются также специальные версии журнала для детей и для женщин.
С 1964 года издаётся специальный ежегодный выпуск Sports Illustrated Swimsuit с фотографиями супермоделей в купальных костюмах на фоне экзотических пейзажей. В разное время для этого ежегодника снимались такие известные модели как: Кэти Айрлэнд, Эль Макферсон, Петра Немцова, Хайди Клум, Тайра Бэнкс, Мариса Миллер, Синди Кроуфорд, Наоми Кэмпбелл и Бар Рафаэли. Помимо моделей для журнала в купальниках позировали известные спортсменки: теннисистки Штеффи Граф, Серена и Винус Уильямс, Анна Курникова, Мария Шарапова, пловчиха Аманда Бирд, баскетболистка Лорен Джексон, фигуристка Екатерина Гордеева.
До 2018 года журнал принадлежал Time Inc. и был продан за 110 млн долл. специализирующейся на лицензиях компании Authentic Brands Group (ABG) после продажи Time Inc. корпорации Meredith. Впоследствии The Arena Group (ранее TheMaven, Inc.) получила 10-летнюю лицензию за 45 млн долл. на управление редакцией Sports Illustrated, а ABG лицензирует бренд для других нередакционных предприятий и продуктов.
В январе 2024 года из-за невыплаты лицензионных 3,75 млн долл. произошёл отзыв лицензии у Arena. К этому моменту в журнале работало 100 человек, журнал вместо еженедельного стал ежемесячным, штатные фотографы были уволены в 2015 году, многие статьи на веб-сайте писались подрядчиками.